# 200
200 (CC) a fost un an obișnuit al calendarului iulian, care a început într-o zi de miercuri.

## Nașteri
- dată necunoscută: Papa Dionisiu  (d. 268)
- dată necunoscută: Papa Lucius I  (d. 254)
- dată necunoscută: Papa Fabian  (d. 250)
- dată necunoscută: Papa Soter  (d. 175)
- dată necunoscută: Diofant  (d. ?)
- dată necunoscută: Valerian  (d. ?)
- dată necunoscută: Ciprian de Cartagina  (d. 258)
- dată necunoscută: Marcus Claudius Tacitus  (d. 276)
- dată necunoscută: Sextus Empiricus filozof grec (d. ?)
- dată necunoscută: Claudius Aelianus  (d. 235)
- dată necunoscută: Celsus filosof grec (d. ?)
- dată necunoscută: Longus scriitor din Grecia antică (d. ?)
- dată necunoscută: Hua Tuo  (d. 208)
- dată necunoscută: Achilleus Tatios  (d. ?)
- dată necunoscută: Babrios  (d. ?)
- dată necunoscută: Bhāsa  (d. 300)
- dată necunoscută: Pacatianus  (d. 248)
- dată necunoscută: Ingenuus  (d. 260)
- dată necunoscută: Sponsianus  (d. ?)
- dată necunoscută: Sabinianus (uzurpator)  (d. ?)
- dată necunoscută: Silbannacus  (d. ?)
- dată necunoscută: Uranius Antoninus  (d. 254)
- dată necunoscută: Filadelf al Bizanțului  (d. 217)
- dată necunoscută: Ilango Adigal  (d. ?)
- dată necunoscută: Olimpian al Bizanțului  (d. 198)
- dată necunoscută: Pertinax al Bizanțului  (d. 187)
- dată necunoscută: Castin al Bizanțului episcop de Bizanț din 230 până în 237 (d. 237)
- dată necunoscută: Marcu I al Bizanțului  (d. 211)
- dată necunoscută: Tit al Bizanțului episcop de Bizanț din 242 până în 272 (d. 272)
- dată necunoscută: Chiriac I al Bizanțului episcop al Bizanțului în anii 217-230 (d. 230)
- dată necunoscută: Liu Feng  (d. 220)
- dată necunoscută: Eugeniu I al Bizanțului episcop de Bizanț (237-242) (d. 242)
- dată necunoscută: Glicheria  (d. 177)
- dată necunoscută: Sfântul Firmilian  (d. 268)
- dată necunoscută: Priscus (uzurpator)  (d. ?)
- dată necunoscută: Magnus (uzurpator)  (d. 235)
- dată necunoscută: Paraschevi din Iconium  (d. ?)
- dată necunoscută: Zaharia, episcop în Viena  (d. 106)
- dată necunoscută: 'Alhan Nahfan  (d. ?)

## Decese
- dată necunoscută: Iuvenal  (n. 55)
- dată necunoscută: Justinus  (n. ?)
- dată necunoscută: Longus scriitor din Grecia antică (n. ?)
- dată necunoscută: Babrios  (n. ?)
- dată necunoscută: Areteus din Capadocia medic din Grecia antică (n. ?)
- dată necunoscută: Soranus din Efes  (n. 98)
- dată necunoscută: Sextus Pomponius  (n. ?)